# Ancara plaesiosema
Ancara plaesiosema là một loài bướm đêm trong họ Noctuidae.